# Jona ben Elijahu Landsofer
Jona ben Elijahu Landsofer, německy Jonah ben Elijah Landschreiber, zvaný také Jona Bunzlau nebo Bumslo (1678 – 9. října 1712 Praha) byl český rabín a talmudista.

## Život
Zvláštní pozornost věnoval studiu masory. Byl znalcem předpisů týkajících se psaní svitků Tóry. Z této specializace je také odvozeno jeho jméno Landsofer (zemský sofer).
Věnoval se také studu světských věd a kabaly a jako kabalistu jej poslal Avraham ben Ša'ul Broda společně s Moše Chasidem vyslal do Vídně, aby se zapojil do sporu se stoupenci šabatiánství.
Zemřel v Praze roku 1712.

## Dílo
Ačkoli zemřel mladý, napsal několik významných spisů:
- Cava'a (Frankfurt n. M., 1717), etický spis,
- Me'il cedaka (napsáno 1710, vydáno v Praze, 1757),
- Bnej jona (Praha, 1802), masora a pravidla pro psaní svitků,
- Kanfej jona (Praha, 1812), chiduše k Šulchan aruchu, části Jore de'a,
- Me'orej or – dochovala se jen citace v díle Landsoferova žáka Elijahu Azri'ela.